# Точанка
Точанка — река в России, протекает по Грязовецкому району Вологодской области. Устье реки находится в 26 км от устья Почки по левому берегу. Длина реки составляет 10 км.
Точанка берёт начало в 18 км к юго-востоку от Грязовца юго-западнее деревни Яфаново (Перцевское муниципальное образование), через которую также протекает. Сливаясь с Козулинкой около деревни Угленцево образует реку Почка.

## Данные водного реестра
По данным государственного водного реестра России относится к Двинско-Печорскому бассейновому округу, водохозяйственный участок реки — Северная Двина от начала реки до впадения реки Вычегда, без рек Юг и Сухона (от истока до Кубенского гидроузла), речной подбассейн реки — Сухона. Речной бассейн реки — Северная Двина.
Код объекта в государственном водном реестре — 03020100312103000006707.